# Gerhard II. von Schauenburg
Gerhard von Schauenburg († 28. September 1366 im Mittelmeer) war als Gerhard II. von 1361 bis 1366 Bischof von Minden.

## Familie
Gerhard II. war ein Graf aus dem Haus Schauenburg, genauer der Linie Holstein-Schauenburg, und wird daher manchmal auch als Gerhard von Holstein-Schauenburg geführt. Das Haus Schaumburg stellte in Minden mehrmals den Bischof. Gerhards Vater war Graf Adolf VII. von Holstein-Schauenburg-Pinneberg († 5. Juni 1353). Adolf war regierender Graf von Holstein-Pinneberg von 1315 bis zu seinem Tod. Seine Mutter war Heilwig zur Lippe, eine Tochter des lippischen Landesherren Simon I. Sein gleichnamiger Onkel Gerhard war von 1346 bis 1353 ebenfalls Bischof im Bistum Minden. Ein weiterer Onkel Erich († 21. Oktober 1350) war Gegenbischof im Bistum Hildesheim.

## Bischof von Minden
Nachdem Gerhard zunächst von 1355 bis 1361 Vikar in Minden war, stieg er 1361 als Gerhard II. zum Bischof von Minden auf. Seine Amtszeit endete jäh, als er am 28. September 1366 im Mittelmeer ertrank.